# American Conference of Governmental Industrial Hygienists
L'American Conference of Governmental Industrial Hygienists (ACGIH) è una associazione professionale a carattere scientifico, non governativa, che dal 1938 si occupa della promozione della salute negli ambienti di lavoro. Ha sede a Cincinnati, Ohio, Stati Uniti.
Lo scopo principale dell'associazione è quello di far progredire la salvaguardia della salute e sicurezza sul lavoro rendendo disponibili agli igienisti industriali e agli altri professionisti del settore, informazioni tempestive, obiettive e scientifiche. Una delle attività di rilievo dell'associazione è la pubblicazione, aggiornata periodicamente, dei TLV (Threshold Limit Value) e degli IBE (Indici Biologici di Esposizione). L'omologa associazione italiana, l'Associazione Italiana Degli Igienisti Industriali per l'igiene industriale e per l'ambiente (AIDII), traduce in italiano, su licenza ACGIH, queste informazioni.
L'ACGIH è cofondatrice dell'International Occupational Hygiene Association (IOHA).

## TLV e IBE
Il Comitato dei valori limite di soglia per le sostanze chimiche (TLV-CS) è stato istituito nel 1941. Questo gruppo era incaricato di indagare, raccomandare e rivedere annualmente i limiti di esposizione per le sostanze chimiche. È diventato un comitato permanente nel 1944. Due anni dopo, l'organizzazione ha adottato il suo primo elenco di 148 limiti di esposizione, allora denominati Concentrazioni massime consentite. Il termine "Valori limite di soglia (TLV)" fu introdotto nel 1956. Il primo elenco dei valori limite di soglia e degli indici di esposizione biologica è stato pubblicato in forma di libro nel 1962. Una nuova edizione viene pubblicata ogni anno con i dovuti aggiornamenti. L'attuale elenco, edizione 2019, comprende oltre 600 TLV per sostanze chimiche e agenti fisici, nonché oltre 50 indici di esposizione biologica per sostanze chimiche selezionate.
I TLV e gli IBE sono sviluppati come linee guida per aiutare a controllare i pericoli per la salute. Queste raccomandazioni o linee guida sono destinate all'uso nella pratica dell'igiene industriale, da interpretare e applicare solo da una persona addestrata in questa disciplina.
In determinate circostanze, individui o organizzazioni possono voler utilizzare queste raccomandazioni o linee guida se l'uso di TLV e IBE contribuisce al miglioramento generale della protezione dei lavoratori.